# Julio González
Vous lisez un « bon article » labellisé en 2008.
Pour les articles homonymes, voir Julio González (homonymie) et González.
Julio González, né Julio Luis Jesús González Pellicer le 21 septembre 1876 à Barcelone en Espagne et mort le 27 mars 1942 à Arcueil en France, est un sculpteur et peintre espagnol associé aux mouvements cubiste et surréaliste, ainsi qu'à l'abstraction picturale.
Arrivé à Paris en 1900, Julio González passe sa vie et toute sa carrière de sculpteur dans le quartier cosmopolite et artistique du Montparnasse, en relation étroite avec la communauté espagnole exilée. Ainsi, de 1928 à 1932, il poursuit plus particulièrement avec Pablo Picasso une collaboration fructueuse, notamment autour des nouvelles techniques de soudure du fer appliquées à la sculpture cubiste. Bien que restant dans l'ombre de Picasso, il développe cependant son propre langage artistique. Depuis les années 1930, Julio González est considéré comme le père fondateur de la sculpture en fer moderne, et un inspirateur essentiel pour de nombreux artistes ayant poursuivi dans cette voie tels David Smith et Eduardo Chillida. Il a également eu pour gendre le peintre allemand Hans Hartung qui épousa sa fille Roberta (1909-1976) au début de la Seconde Guerre mondiale en 1939.

## Biographie

### Jeunesse et formation
Julio González est le plus jeune des quatre enfants de Concordio González, un célèbre ferronnier d'art et orfèvre de Barcelone, et de Pilar Pellicer, la sœur du peintre catalan José Luis Pellicer. Dans sa jeunesse il a travaillé avec son père et son frère aîné Joan dans la fonderie familiale fondée par le grand-père, tout en prenant des cours du soir de peinture et de dessin aux Beaux-Arts de Barcelone. Il participe alors très jeune à plusieurs expositions d'orfèvrerie avec son frère Joan, lors desquelles ils remportent la médaille d'or de l'Exposition internationale des arts appliqués de Barcelone en 1892 et la médaille de bronze de la Biennale internationale de Chicago de 1893. En 1896, après le décès de son père, Joan González reprend la maison d'orfèvrerie familiale, aidé par son frère cadet Julio.

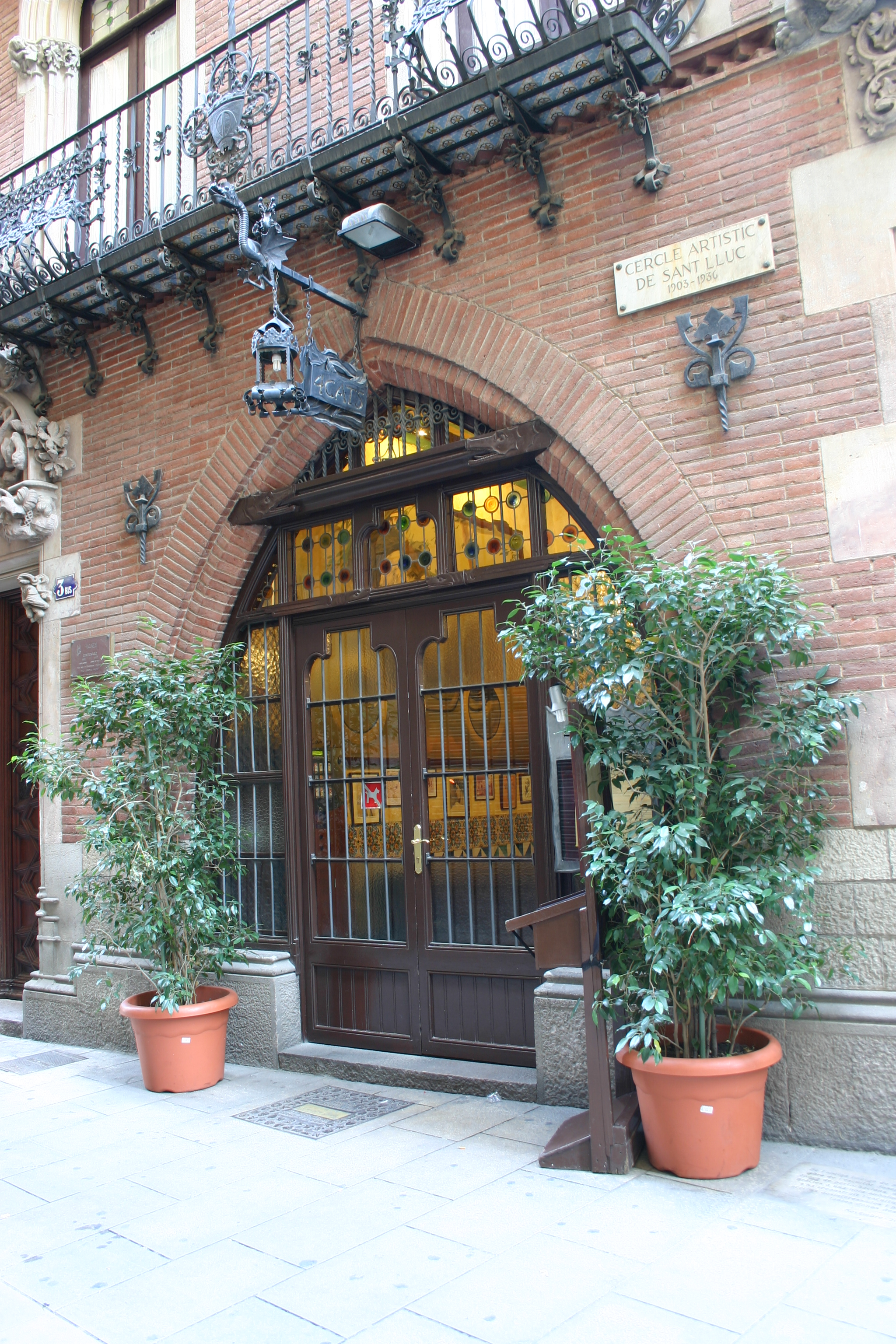
Le café Els Quatre Gats à Barcelone, que fréquentaient González, Pablo Picasso et Pablo Gargallo.

À partir de 1897, Julio González fréquente avec Joan le célèbre café barcelonais Els Quatre Gats, et où il fait la connaissance notamment de Pablo Picasso, Manolo Hugué dit Manolo, Joaquín Torres García et Pablo Gargallo. C'est au contact de ces personnes que s'effectue sa transition de l'artisan à l'artiste, et qu'il souhaite devenir peintre. Dans ces années, Julio González fait deux voyages à Paris, son premier avec l'ensemble de la famille en 1897, puis un second qu'il effectue seul en 1899.

### L'arrivée à Paris et les débuts
En 1900, la famille González part pour Paris et s'installe 22, avenue du Maine, dans le Montparnasse cosmopolite et artistique d'avant-guerre. Les créations de Julio González sont alors essentiellement consacrées à l'exécution de pastels, le plus généralement représentant des portraits de jeunes femmes qui se vendent facilement, et qu'il signe Jules González. De 1900 à 1904, Picasso et González se fréquentent assidûment, faisant notamment un séjour ensemble à Barcelone en 1902 lors duquel Picasso peint un célèbre portrait de son ami. Après ce voyage, González ne reviendra jamais dans son pays natal. Les dessins et les rares peintures à l'huile de cette époque sont très influencés par ceux de la période bleue de Picasso et par les œuvres de Paul Gauguin qu'il voit dans la collection de Paco Durrio, avec qui il se lie plus particulièrement d'amitié. Deux autres sources importantes d'inspiration stylistique sont également notables dans son travail. D'une part le travail d'Auguste Rodin, que González découvre à son arrivée à Paris lors d'une importante exposition de 1900, et d'autre part les peintures de Pierre Puvis de Chavannes. De toutes ces influences, qui aboutiront à l'exécution d'environ une centaine de pastels et quelques peintures, émerge une importante huile sur toile dans l'œuvre de cet homme qui sera principalement reconnue plus tard pour son travail de sculpteur : Paysanne à la chèvre de 1903. Durant cette période, il participe activement à la vie de la communauté artistique espagnole installée à Paris. En mars 1904, il s'installe dans l'ancien atelier de Pablo Gargallo au 3, rue Vercingétorix. C'est à ce moment qu'une sombre affaire de dessins de Joan González, confiés à la famille de Picasso à Barcelone, vient brouiller l'amitié des deux artistes pendant de nombreuses années. González écrit à Picasso le 23 août 1904 une lettre lui interdisant toute venue dans l'appartement familial et l'accès à son atelier :

« Tu dis que tu ne veux pas rencontrer mon frère et à cause de ça tu ne viens pas à l'atelier, maintenant c'est moi qui te le dis : tant que cette affaire ne sera pas réglée, pour l'honneur de mon frère et le mien, je t'interdis l'entrée de ma maison comme de mon atelier,. »

En 1907, Julio González expose Mère et enfant au Salon des indépendants et déménage dans un nouvel atelier au 282, rue Saint-Jacques. La mort de son frère Joan le 31 mars 1908 l'affectera longtemps et l'empêchera de travailler près d'une année. Il exposera à nouveau au Salon d'automne en 1909. Cette même année, il se marie avec Louise Breton dite « Jeanne » dont il aura une fille, prénommée Roberta et née le 9 septembre 1909. Sa relation avec « Jeanne » lui inspire, entre 1908 et 1914, de nombreux dessins, nus, et portraits de celle-ci. Cependant le couple se sépare en 1912, et la petite Roberta reste avec son père. La mère et les deux sœurs de González viennent le rejoindre à Paris en 1913, et lui s'installe dans un nouvel atelier au 45, rue Vandamme. Toutefois, durant toute cette période, il rencontre de nombreux artistes dont Pablo Gargallo, à qui il apporte son aide pour ses sculptures en métal, Juan Gris, Max Jacob, et l'écrivain et critique d'art Alexandre Mercereau qui deviendra son agent. Alors qu'éclate en août 1914 la Première Guerre mondiale, il devient sociétaire du Salon d'automne, et présentera de nombreuses œuvres et bijoux durant le conflit au Salon des indépendants. Avec l'aide de sa famille et notamment ses sœurs rentrées définitivement de Barcelone où elles avaient fui le conflit, il ouvre en 1915 un magasin de bijoux et d'objets d'art au 136, boulevard Raspail. L'année suivante, il déménage dans un nouvel atelier rue Leclerc, qu'il habitera également jusqu'en 1918. Pendant ces années de conflit, González, qui doit subvenir aux besoins de sa famille, est dans une certaine difficulté financière. Il augmente alors notablement sa production artistique qui est essentiellement constituée de nombreux dessins et pastels représentant des scènes paysannes et des bouquets, de portraits, et de masques en cuivre repoussé qui se vendent plus facilement dans le magasin familial.

### González-Picasso, le fer et les techniques de sculpture

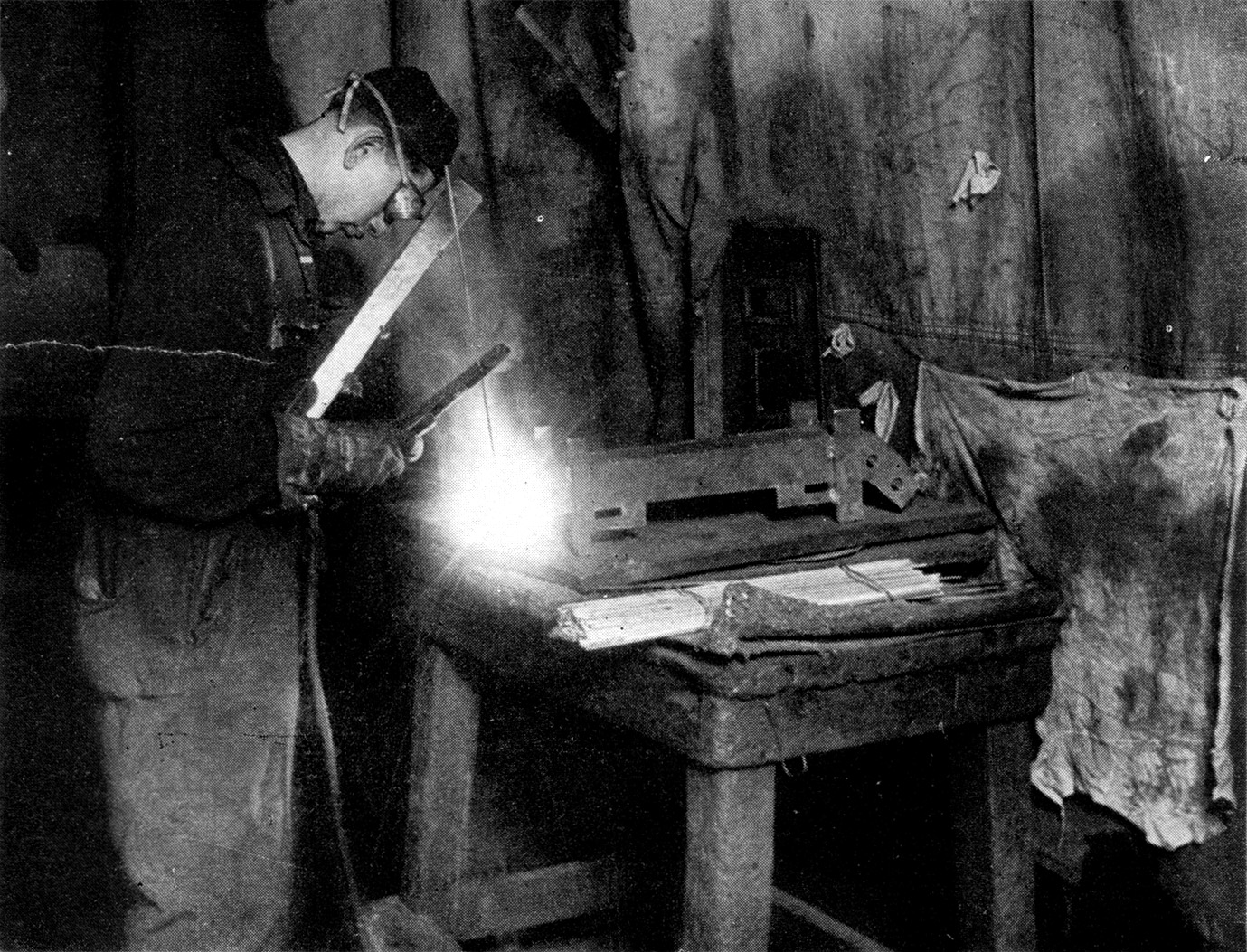
La soudure oxyacétylénique pratiquée en 1921.

En 1918, dans l'atelier de la maison qu'il habite désormais au 11, rue de Médeah, il développe un intérêt pour différentes techniques de travail des métaux et engage dès lors sa transition vers la sculpture, notamment en interagissant avec Pablo Gargallo, qui aura un fort impact sur les créations de cette époque. Il est engagé comme apprenti à l'atelier de chaudronnerie de la Soudure autogène française des usines Renault de Boulogne-sur-Seine où il apprend les techniques de soudure oxyacétylénique qu'il intègre dans ses créations, mais qui restent cependant très classicisantes. Les évolutions de l'art moderne de cette époque ne l'influencent pas. En novembre 1920, pour désormais travailler le fer, Julio González prend un nouvel atelier au 18, rue d'Odessa. À l'hiver 1921-1922, il renoue une relation avec Picasso rencontré par hasard sur le boulevard Raspail et qui lui aurait dit : « Voyons Julio, nous n'allons pas rester fâchés toute notre vie ! Embrassons-nous ! »
Du 1er au 15 mars 1922, à 46 ans, González réalise sa première exposition individuelle à la galerie Povolosky, rue Bonaparte, en présentant un aperçu complet de son travail avec des peintures, sculptures, dessins et pièces d'orfèvrerie. Constantin Brancusi, qui doit préparer une exposition à New York l'année suivante, fait appel à lui, en 1925, pour forger les armatures métalliques et polir ses bronzes. Après une longue période de célibat durant laquelle il élève seul sa fille — qui est fréquemment malade et se fait soigner en maison de repos à Berck —, il rencontre, Marie-Thérèse Roux, également orfèvre, et entame avec elle une vie commune. En septembre 1925, il achète une maison de campagne à Monthyon en Seine-et-Marne.
En 1927, González crée ses premières sculptures en fer, souvent sous forme de plaques découpées formant des reliefs et des creux, mais reste peu audacieux et avance à petits pas. Gargallo lui demande à cette époque de l'aide pour élargir ses connaissances du fer en vue de l'Exposition internationale de 1929 à Barcelone. C'est à partir de 1928 que commence réellement la période d'intense collaboration technique entre Picasso et González. González participe alors activement aux créations cubistes analytiques des sculptures filiformes en fer de Picasso, qui admire  la dextérité technique de son ami et considère « qu'il travaille le métal comme une motte de beurre ». Picasso avait en effet reçu, en 1921, la commande d'un monument funéraire pour la tombe de son ami Guillaume Apollinaire, œuvre longuement maturée dans une succession de croquis et d'études sur plus de cinq années, et dont les nombreuses propositions ont toutes été rejetées par le jury chargé de les évaluer. Picasso finit par concevoir des sculptures anthropomorphiques filiformes, véritables dessins dans l'espace, dont il doit présenter des maquettes. González va proposer à Picasso des solutions aux techniques de soudure que ne connait pas ce dernier pour la réalisation de ces sculptures issues des dessins préparatoires du Carnet de Dinard, datant d'août 1928, et qui constitueront le Monument pour Apollinaire. Tout en collaborant avec Picasso, González développe alors à son contact son propre style inspiré des recherches de l'initiateur du mouvement. Picasso prépare par de nombreux croquis à partir du 20 mars 1928, la fameuse sculpture Tête, à laquelle González apporte les solutions techniques de réalisation contre rétribution. Trois versions de Tête seront réalisées et peintes par Picasso à l'automne 1928. De même, au printemps 1929, Picasso travaille dans l'atelier de González à la grande sculpture en fer soudé La Femme au jardin. Comme il souhaite conserver l'original, qui de plus se détériore à l'extérieur, il demandera en 1931 à González de réaliser une copie en bronze forgé et soudé, ce qui constituera un « travail de titan » selon l'expression de ce dernier. Durant leur collaboration dans l'atelier de Picasso à Boisgeloup à partir de 1930, il est fréquent que les deux artistes aillent se fournir en matière première dans les décharges, chez les ferrailleurs, le forgeron, ou à la quincaillerie du quartier. Le travail de recyclage des objets, l'appauvrissement de la matière, mêlés à la force de l'inspiration créatrice de Picasso, influenceront dès lors la conception des propres sculptures de González. Entre 1929 et 1930, González trouve enfin un style et réalise, à 50 ans passés, ses sculptures les plus importantes dont : Don Quichotte (la première réalisée), la Petite Danseuse, Tête aigüe, Le Baiser et l'Arlequin. Ces sculptures dites « linéaires » ont pour principe novateur d'utiliser le vide pour créer le volume et cette découverte stylistique sera à l'origine de sa reconnaissance internationale. Le 1er décembre 1929, il signe un contrat d'exclusivité pour trois ans avec la Galerie de France.

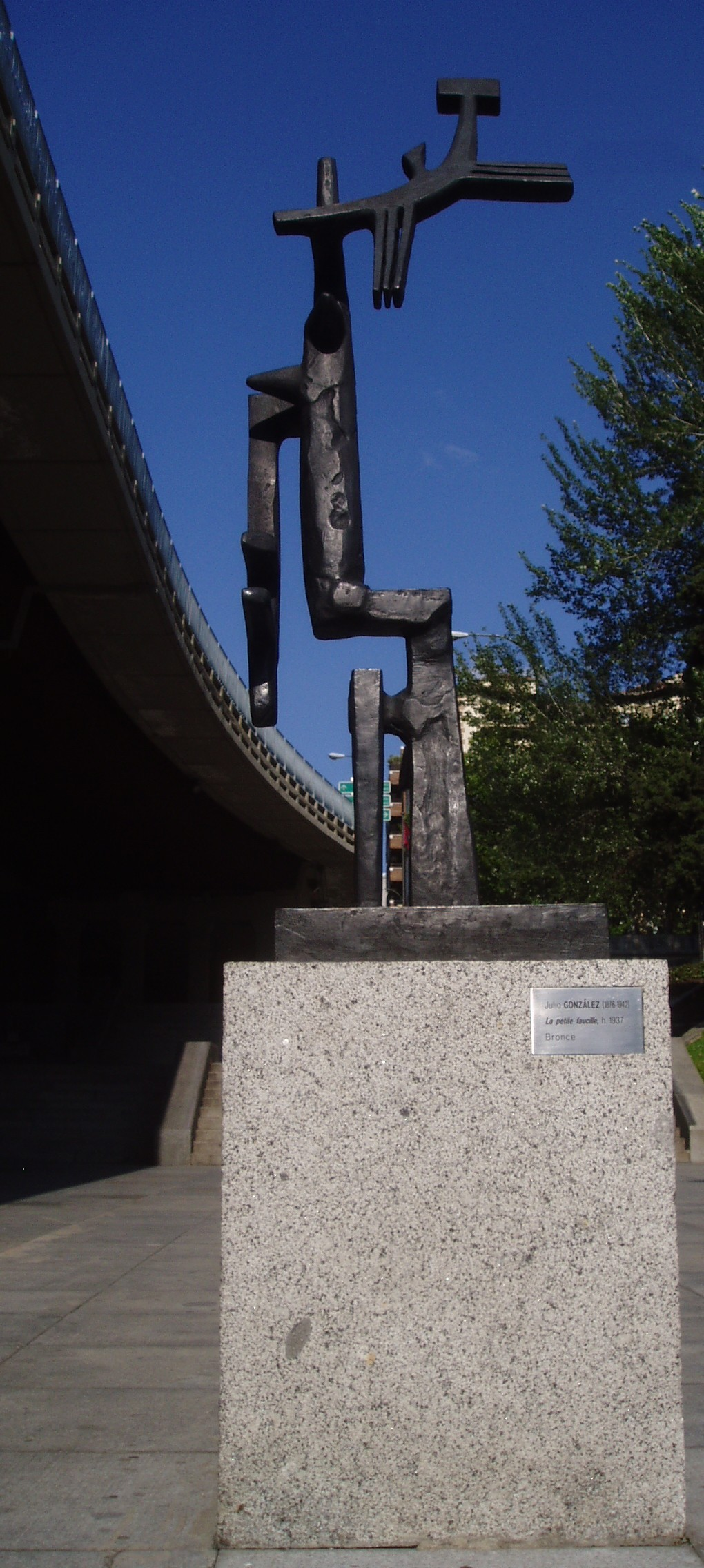
La Petite Faucille, Madrid, musée Arte Público.

En 1931, González travaille à Femme se coiffant I, qui représente alors l'un de ses projets les plus ambitieux, en s'inspirant de La Femme au jardin de Picasso qu'il est en train de fondre en bronze. La question de l'impact de Picasso sur le travail de González est un point fortement débattu dans le monde de l'histoire de l'art depuis les années 1960. C'est en particulier la thèse soutenue par Werner Spies dans plusieurs ouvrages qui rapporte notamment une conversation qu'il a eu avec Picasso dans les années 1960, lors de laquelle l'artiste lui déclara que González lui avait demandé l'autorisation d'exécuter des sculptures selon les techniques qu'ils avaient mises au point ensemble, ce que Picasso encouragea. À l'inverse, Tomàs Llorens, ancien directeur de l'Institut valencien d'art moderne et du musée Reina Sofía, défend l'idée que les créations de González durant cette période sont le résultat de sa propre recherche stylistique et que l'influence de Picasso n'est qu'indirecte ; se référant notamment aux textes et lettres de David Smith. Ce qui est certain, c'est que Picasso a au minimum servi de catalyseur à l'épanouissement du talent de son ami, qui à plus de 50 ans est enfin au sommet de sa créativité. Après une ultime séance de dessin à Boisgeloup en juillet 1932, Picasso et González cessent leur collaboration.
González exposera au Salon des surindépendants à Paris en octobre 1932. En décembre 1933, il commande à l'architecte Périllard, la construction de son atelier-appartement à Arcueil dans la banlieue sud de Paris. Ce projet n'aboutira qu'en 1937. À cette période, alors qu'il n'est pas reconnu dans son pays d'origine, sa notoriété commence à dépasser les frontières de la France, avec des œuvres acquises aux États-Unis par John Graham et une exposition en Allemagne à l'automne 1934 à la Kunsthaus de Zurich, intitulée Qu'est-ce que le surréalisme ?, en compagnie d'Alberto Giacometti, Jean Arp, Max Ernst, et Joan Miró. S'ouvre alors pour González une grande période de reconnaissance de son travail aux côtés de ses contemporains espagnols tant lors des expositions surréalistes (comme à la galerie du Jeu de Paume en février-mars 1936), que cubistes (comme au Museum of Modern Art de New York en mars-avril 1936 avec l'exposition Cubism and Abstract Art et celle de 1937 Fantastic Art, Dada, and Surealism). De façon surprenante, alors que son travail novateur utilisant les plans vides et les sculptures linéaires est de plus en plus exposé et apprécié, Julio González décide entre 1933 et 1936 de s'orienter en parallèle vers de nouvelles recherches sur le volume, notamment en réutilisant les volumes pleins et la figuration. Ainsi, il utilise la pierre de son village de Monthyon, pratique la taille directe, et alterne entre figuration et abstraction. Ceci est à mettre en relation avec l'influence que la statuaire gothique des cathédrales à sur lui à cette époque, comme le montre son manuscrit Picasso et les cathédrales de 1932.

### Les périodes de Guerres et sa fin de vie
À partir de 1936, Julio González pratique un retour à la « géométrie abstraite des plaques de fer », avec notamment Daphné et surtout avec ce qui est considéré comme une de ses créations les plus importantes Femme au miroir, qui marquent la période de ses sculptures métamorphiques. Le 18 juillet 1936 éclate la guerre civile espagnole. Les Républicains espagnols nomment Picasso directeur du musée du Prado à Madrid le 14 septembre 1936 et celui-ci propose González au poste de secrétaire général, poste qu'il refusera toutefois. L'année suivante, il présentera une sculpture, La Montserrat, au pavillon d'Espagne qui abrite les tableaux Guernica de Picasso, Le Faucheur de Joan Miró et Te vengaremos de Juan Navarro Ramón lors de l'Exposition universelle à Paris de 1937, réaffirmant ainsi fortement ses positions anti-franquistes. Cette œuvre, l'une des plus connues de l'artiste, surprendra les critiques par son retour à une stricte figuration. Elle est le fruit de quatre années de réflexion de la part du sculpteur qui réalisera de nombreuses études et versions (têtes, mains, masques…) avant de la compléter définitivement durant l'hiver 1941-1942. La Montserrat, qui représente une simple paysanne effrayée, hurlante, et se protégeant le visage des bras, est pour González un cri d'horreur face à la barbarie qui croit dans son pays et en Europe.
Le 18 janvier 1937, il épouse Marie-Thérèse Roux avec laquelle il vit depuis de nombreuses années et ils emménagent ensemble à Arcueil dans son nouvel atelier-appartement de la rue Roger-Simon Barboux. Le 22 juillet 1939, sa fille Roberta González épouse le peintre allemand Hans Hartung qui déserte alors l'armée de son pays. González demande à Picasso une lettre de « sympathie et de loyauté » pour son gendre afin que celui-ci, en tant que déserteur allemand, puisse s'engager dans la Légion étrangère et combattre pour la France, ce qui se fera le 26 décembre 1939. À la suite de la défaite de la France et l'entrée des Allemands dans Paris, toute la famille part alors s'installer dans le Lot en juin 1940, à Lasbouygues. Hans Hartung doit ensuite passer en Afrique du Nord en 1941, et González ne le reverra pas.
Les restrictions de la guerre l'empêchent de pratiquer la sculpture avec ses techniques de soudure. Il s'oriente alors vers les plâtres, le dessin, et l'aquarelle. González revient à Arcueil en novembre 1941. Fatigué et éprouvé par la guerre sa santé décline, il meurt le 27 mars 1942, laissant une dernière version inachevée d'une Montserrat effrayée. Picasso, présent aux obsèques de son ami et très affecté, peindra les 5 et 6 avril 1942 une série de sept toiles inspirées par la mort de Julio González et la couleur des vitraux de l'église d'Arcueil, intitulées Natures mortes à la tête de taureau (Hommage à González),.

## Influence de González dans l'art moderne
Julio González est considéré par les historiens d'art comme le fondateur de la sculpture en fer moderne. La « cordée Picasso-González », même si elle n'a eu ni la synergie, ni l'importance créatrice de celle qu'avaient constituée Picasso et Georges Braque au début du siècle, marqua profondément les aspects techniques et conceptuels, mais non le style, des futures sculptures de Picasso au lendemain de la Première Guerre mondiale, bien que ce dernier, protéiforme dans ses créations, se détournera formellement de cette époque créatrice et collaborative des années 1930. Il n'en demeurera pas moins fortement influencé par les techniques qu'il a acquises au côté de González.
Le travail de González sera d'une importance majeure pour deux autres sculpteurs. D'une part l'Américain David Smith, peintre de formation qui deviendra soudeur dans l'industrie de défense américaine, s'inspirera fortement des techniques et du travail de González dès le milieu des années 1930 pour ses œuvres en acier soudé,,. David Smith découvre l'œuvre du sculpteur espagnol en 1932 alors qu'il est encore étudiant, grâce à son ami John Graham qui lui fait voir une petite tête en fer et Figure inclinée de González datant de 1933-34. Il réalise alors que « l'art pouvait naitre de l'acier, d'un matériau et de machines qui n'avaient signifié auparavant que labeur et pouvoir financier. » L'influence de González sur le travail de Smith est particulièrement évidente avec des œuvres telles que Blackburn - Chant d'un forgeron irlandais (1950) ou Tank Totem V (1953-1956). David Smith considère par ailleurs González comme le « maître du chalumeau » et lui consacrera de nombreux écrits.

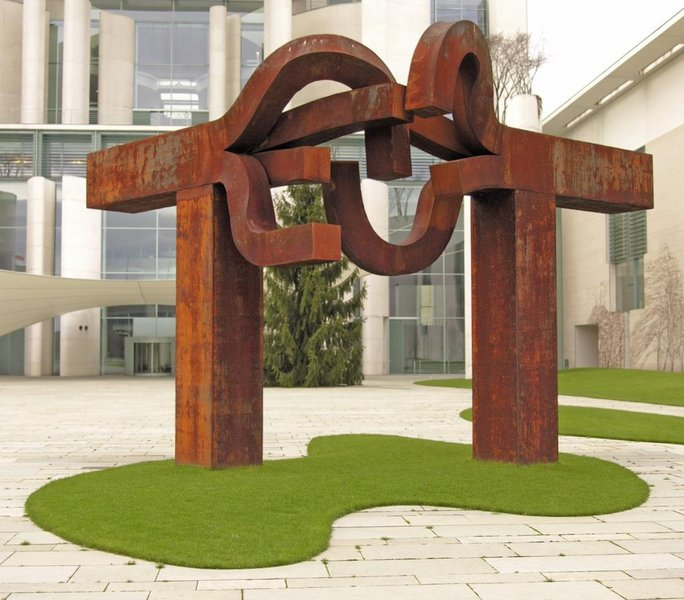
Eduardo Chillida, Berlin (2000), Berlin, Chancellerie fédérale.

D'autre part, l'Espagnol et Basque Eduardo Chillida, qui comme González va se tourner vers l'artisanat de la forge, sera fortement influencé par les sculptures de son aîné catalan, notamment dans ses premières œuvres en fer forgé de la période 1951-1955,, comme Esprit des oiseaux I (1952), ou Échos I (1954). Il évoluera cependant rapidement dans son travail tant sur le plan des matériaux (avec l'utilisation de la pierre et du bois) que de la forme, en délaissant progressivement et totalement la figuration présente chez González.
L'influence des sculptures de Julio González s'exerça également sur les premières œuvres de César. Il fera, avec des matériaux de récupération, ses premiers essais de soudure au début des années 1950 sur les bases développées par González et Picasso, créant la série des animaux dont la fameuse sculpture Le Scorpion datant de 1955. Les travaux précurseurs de González, et particulièrement son influence sur ceux de David Smith, ont également ouvert la voie aux artistes plus modernes et contemporains utilisant le fer et l'acier, souvent dans des sculptures monumentales, comme Mark di Suvero, Richard Stankiewicz, Anthony Caro, Melvin Edwards.

## Œuvres principales
Les deux plus grandes collections d'œuvres de González sont conservées à Paris au musée national d'Art moderne, qui possède 254 œuvres de l'artiste,, et à Valence à l'Institut valencien d'Art moderne, riche de 360 de ses œuvres. Les fonds des collections de ces deux musées est essentiellement dû aux donations et aux dations faites par la famille et les héritiers de González, notamment celles de sa fille Roberta González dans les années 1950 et 1960 pour le musée national d'Art moderne et des autres héritiers González en 1985 pour l'Institut valencien d'Art moderne.
Sauf mention contraire, les œuvres suivantes sont des sculptures.
- Paysanne à la chèvre (vers 1903), huile sur toile[réf. nécessaire].
- Petite maternité au capuchon (1906), terre, bronze posthume, Paris, musée national d'Art moderne.
- Portraits de Jeanne (1906-1914), série de pastels, dont Femme en chemise se coiffant[réf. nécessaire].
- Roger et Jean de Neyris (1912-1914), portraits en bronze repoussé[réf. nécessaire].
- Portrait d'Alberta, 1913,  cuivre repoussé, Museu Nacional d'Art de Catalunya [53]
- Masque à bande (1914-1918), cuivre repoussé [54]
- Offrande (1920), huile sur toile, Valence, Institut valencien d'Art moderne.
- Masque de femme (1920), bronze forgé, acquis par l'État français en 1921, Paris, musée national d'Art moderne.
- Pasteur (1923), médaille destinée au musée de l'Institut Pasteur.
- Masques découpés et Natures mortes (1927), premières œuvres en fer forgé et découpé[réf. nécessaire].
- Le Couple/L'Étreinte (vers 1927-1929), fer forgé soudé, collection privée[réf. nécessaire].
- Petit buste (1929), fer forgé soudé, Valence, Institut valencien d'Art moderne.
- Roberta au soleil I (1929), fer forgé soudé, Valence, Institut valencien d'Art moderne.
- Le Baiser (1930), fer forgé soudé, collection privée[réf. nécessaire].
- Tête aiguë/Masque aigu (vers 1930), bronze à cire perdue, Paris, musée national d'Art moderne.
- Tête en profondeur (vers 1930), fer forgé soudé, Paris, musée national d'Art moderne.
- Femme se coiffant (1930-1931), fer forgé soudé, Paris, musée national d'Art moderne.
- Le Baiser II (vers 1930-1931), fer forgé soudé, collection privée[réf. nécessaire].
- L'Arlequin (vers 1927-1930), fer forgé soudé, Kunsthaus de Zurich.
- Petite danseuse (1929-1930), fer forgé soudé, Paris, musée national d'Art moderne.
- Don Quichotte (vers 1929-1930), fer forgé soudé, Paris, musée national d'Art moderne.
- Nu assis (1930-1935), huile sur toile, Paris, musée national d'Art moderne.
- La Grande Trompette (1932-1933), fer forgé soudé, Paris, musée national d'Art moderne.
- Les Amoureux I (vers 1932-1933), fer forgé soudé, Valence, Institut valencien d'Art moderne.
- Les Amoureux II (vers 1932-1933), bronze à la cire perdue, Paris, musée national d'Art moderne.
- Tête dite « Le Tunnel » (vers 1933), fer soudé, Londres, Tate Gallery.
- Tête longue tige (1932-1933), bronze, Paris, musée national d'Art moderne.
- Petite paysanne  (1932-1933), argent, - Musée national d'Art de Catalogne
- Tête la petite trompette (1932-1933), fer forgé soudé[réf. nécessaire].
- Tête dite de « l'Apôtre » (1933-1934), fer forgé soudé, Paris, musée national d'Art moderne.
- Le Rêve/Le Baiser (1934), fer forgé soudé, Paris, musée national d'Art moderne.
- Femme à la corbeille (1934), fer forgé soudé, Paris, musée national d'Art moderne.
- Danseuse à la palette (1934), bronze, Paris, musée national d'Art moderne.
- La Chevelure (1934), fer forgé soudé, Paris, musée national d'Art moderne.
- Figure inclinée (vers 1934), fer forgé soudé, New York, Museum of Modern Art.
- Petite danseuse I (1934-1935), argent forgé brasé, Paris, musée national d'Art moderne.
- Buste de femme, (1935-1936), fer forgé, Museu Nacional d'Art de Catalunya
- L'Insecte/La Danseuse, intitulé l'Ange par Picasso[55],[23] (vers 1935), fer forgé soudé, Paris, musée national d'Art moderne.
- Tête dite de « l'Escargot » (1935), fer forgé soudé, New York, Museum of Modern Art.
- La Girafe (1935), fer forgé soudé, Paris, musée national d'Art moderne.
- Femme assise I (1935), fer forgé soudé, Madrid, musée Reina Sofía.
- Femme assise II (vers 1935-1936), fer forgé soudé, Paris, musée national d'Art moderne.
- Le Cagoulard (vers 1935-1936), bronze, Paris, musée national d'Art moderne.
- Têtes de douleur (vers 1935-1936), pierre et fer soudé, divers musées dont New York, Museum of Modern Art.
- La Montserrat (1935-1936), présentée à l'entrée du Pavillon d'Espagne de l'Exposition internationale de 1937 à Paris, Stedelijk Museum d'Amsterdam.
- Tête plate dite « Le Baiser » (vers 1936), bronze, Paris, musée national d'Art moderne.
- Femme se coiffant II (1936), fer forgé soudé, New York, Museum of Modern Art.
- Petite Vénus (vers 1936-1937), bronze, Paris, musée national d'Art moderne.
- Grande Vénus (vers 1936-1937), bronze, Paris, musée national d'Art moderne.
- Femme au miroir (1936-1937), fer forgé soudé, Valence, Institut valencien d'Art moderne.
- La Petite Faucille (vers 1937), bronze, Paris, musée national d'Art moderne.
- Danseuse à la marguerite (vers 1937), bronze à la cire perdue, Paris, musée national d'Art moderne.
- Daphné (vers 1937), bronze, Paris, musée national d'Art moderne.
- La Grande Faucille (1937), bronze, musée de Grenoble.
- Grande maternité[réf. nécessaire].
- Masque de Monserrat criant (1938-1939), acier soudé, Paris, musée national d'Art moderne.
- Homme-cactus I (1938-1939), acier soudé, collection particulière[réf. nécessaire], et bronze à Valence à l'Institut valencien d'Art moderne.
- Madame-cactus/Homme-cactus II (vers 1939-1940), acier soudé à Valence à l'Institut valencien d'Art moderne et bronze à Paris au musée national d'Art moderne.
- Petite Montserrat effrayée (1941-1942), acier soudé, Paris, musée national d'Art moderne.
- Montserrat effrayé (1941-1942), acier soudé, inachevé, Valence, Institut valencien d'Art moderne.

## Sculptures

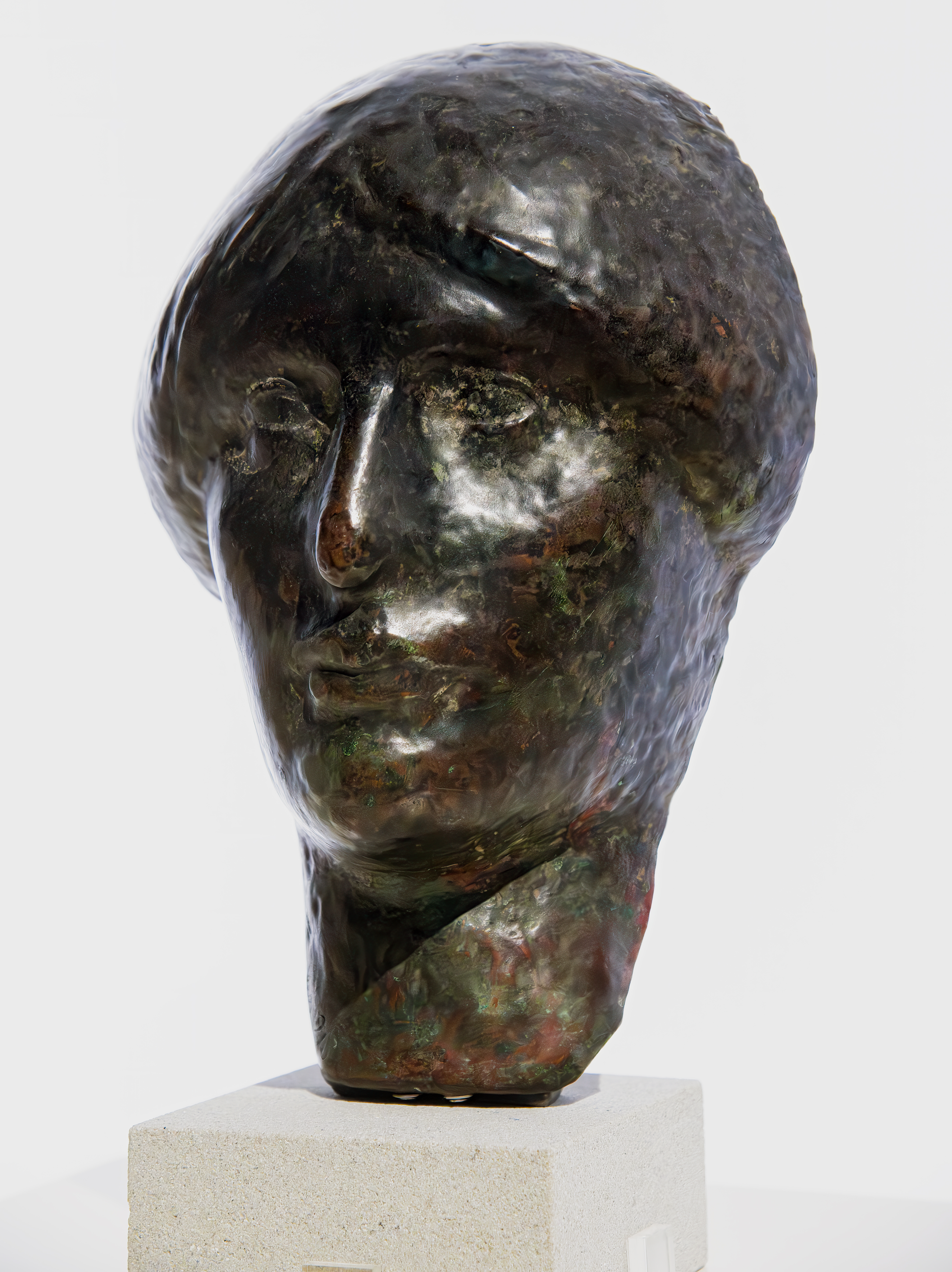
Portait d'Alberta cuivre, Museu Nacional d'Art de Catalunya
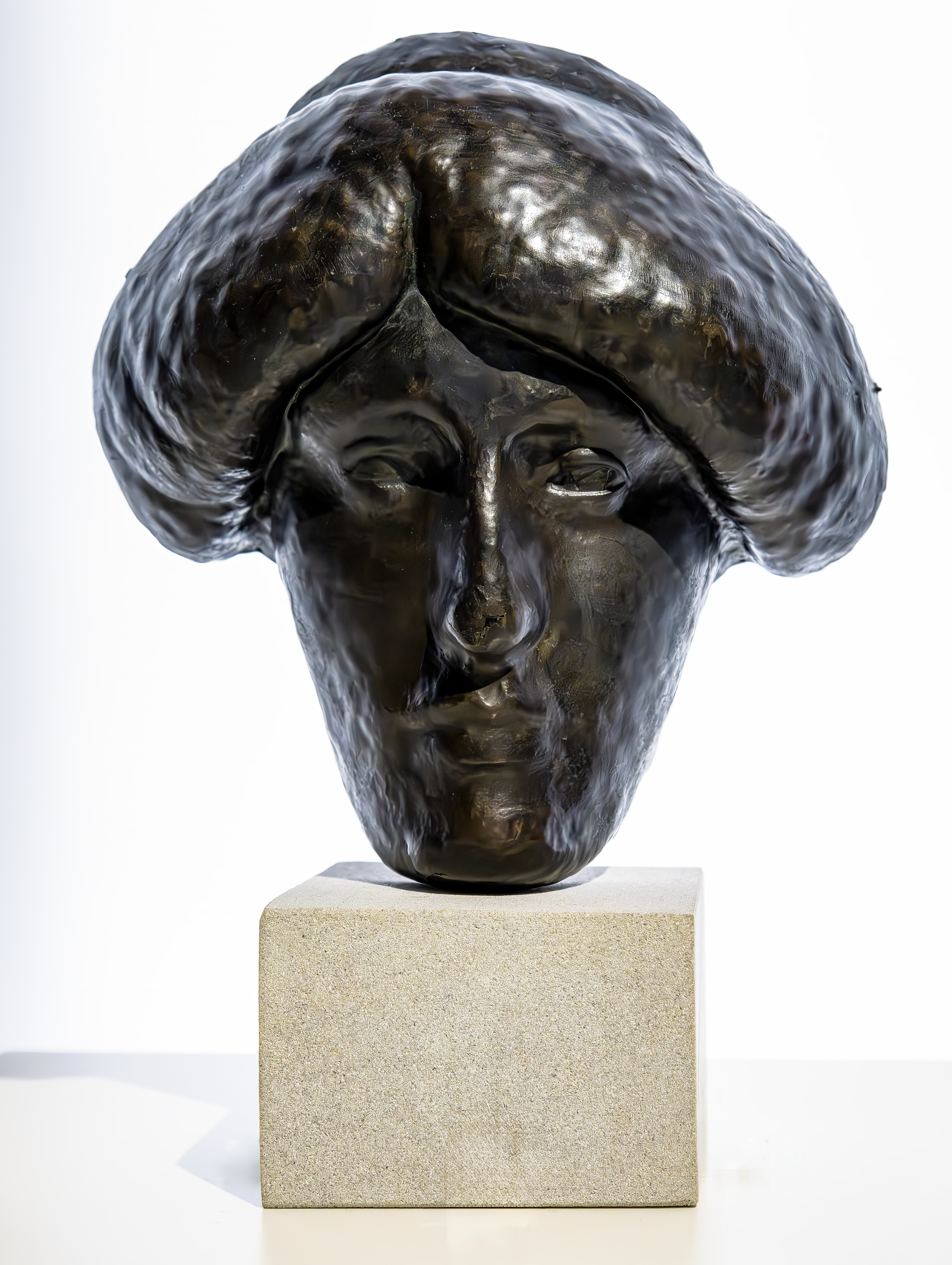
Masque à bande, (1914-1918), cuivre, Museu Nacional d'Art de Catalunya
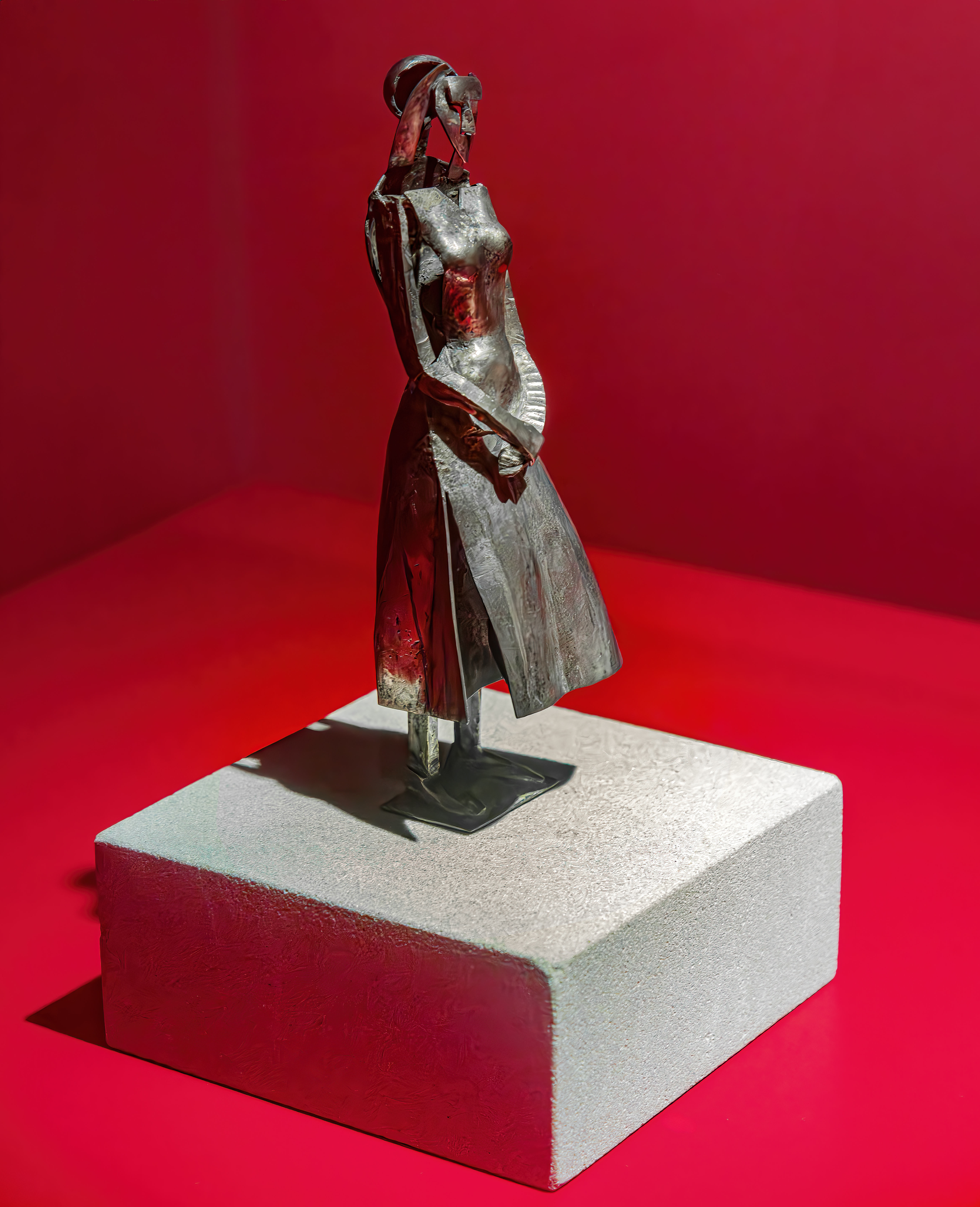
Petite paysanne, (1932-1933), argent, Museu Nacional d'Art de Catalunya [56].
Personnage debout, (1935), Bronze, Museu Nacional d'Art de Catalunya [57]
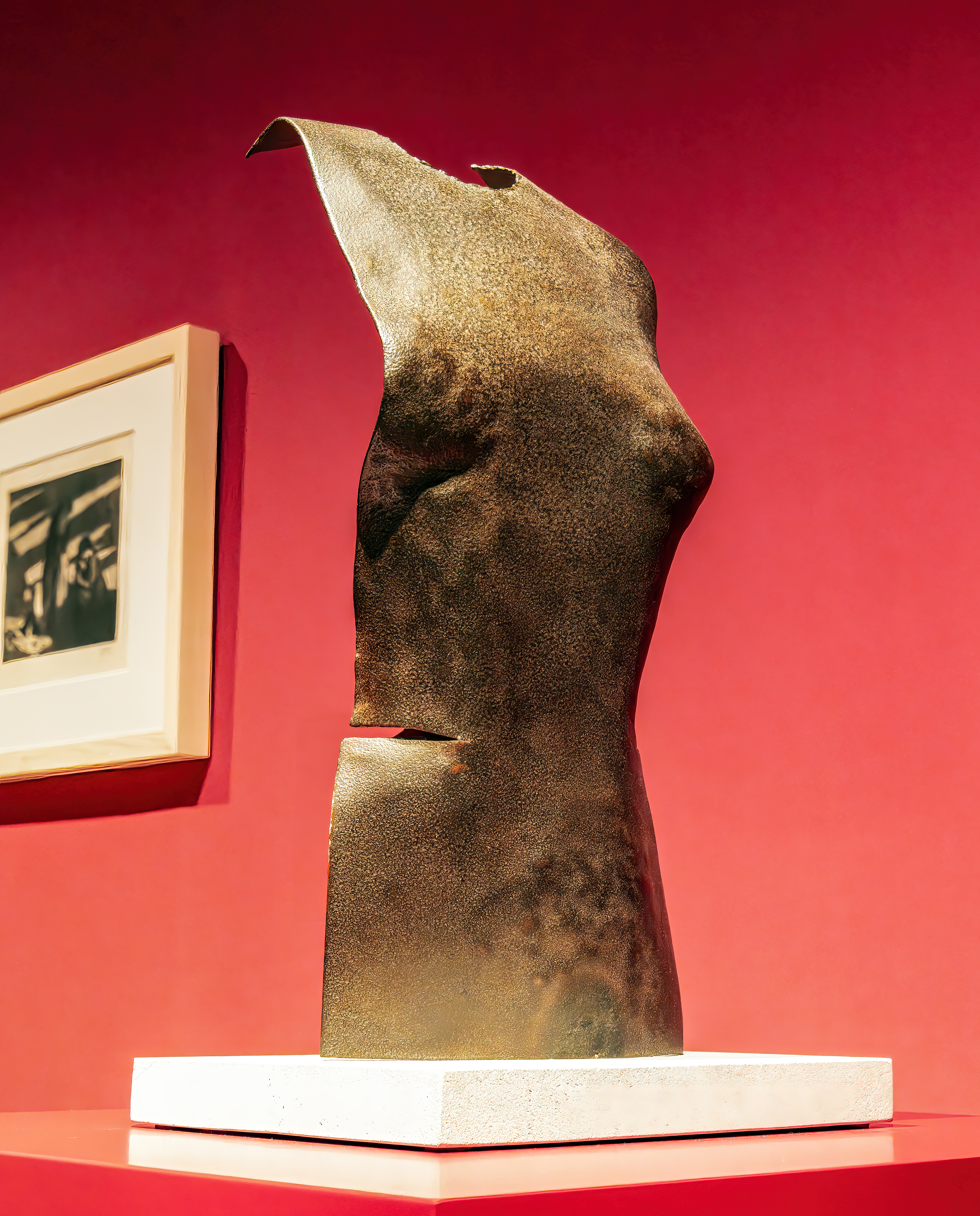
Buste de femme, (1935-1936), fer forgé, Museu Nacional d'Art de Catalunya
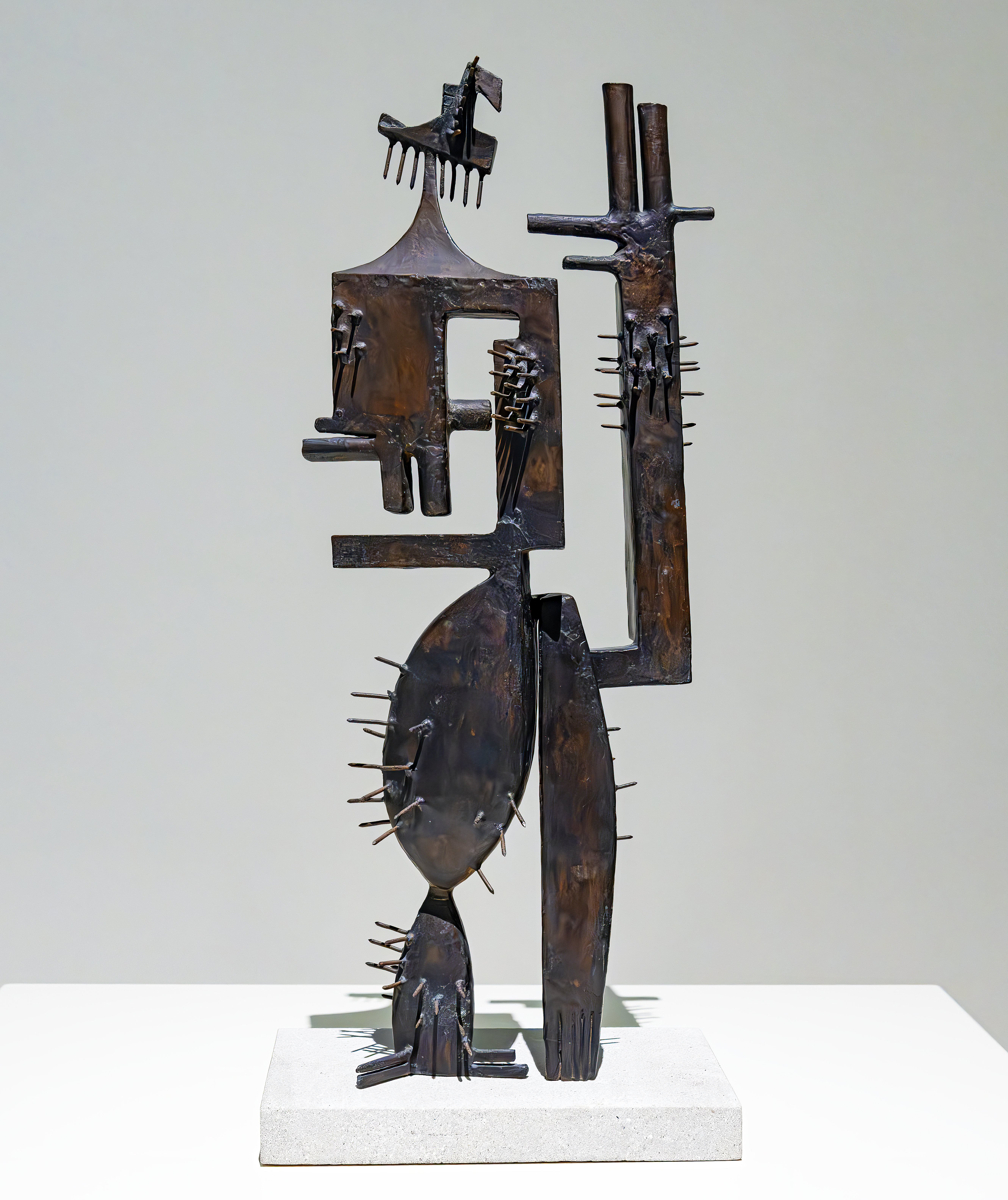
L'homme cactus I; (1939), Bronze, Museu Nacional d'Art de Catalunya
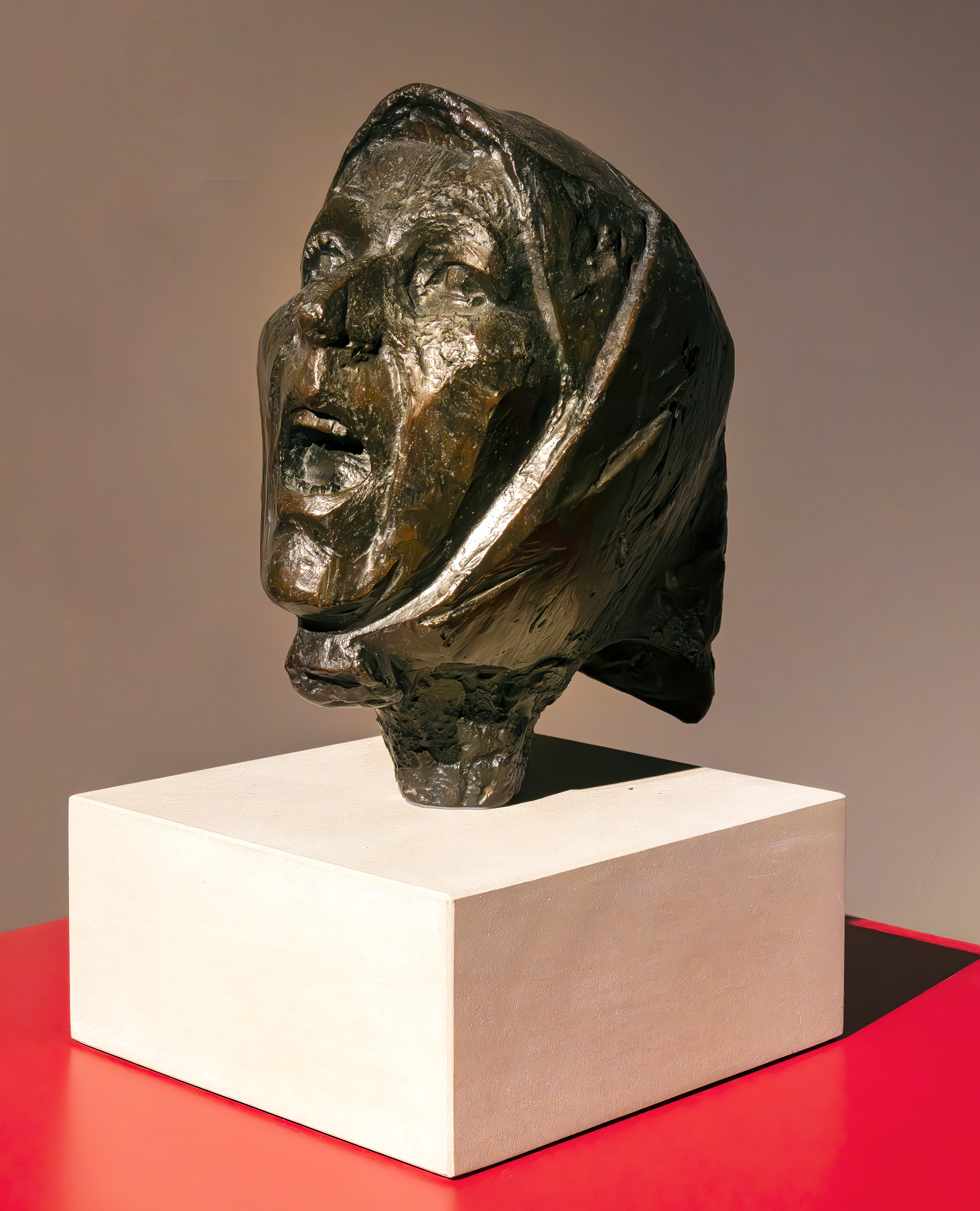
Tête de Montserrat criant, (~1942), Bronze, Museu Nacional d'Art de Catalunya

## Peintures

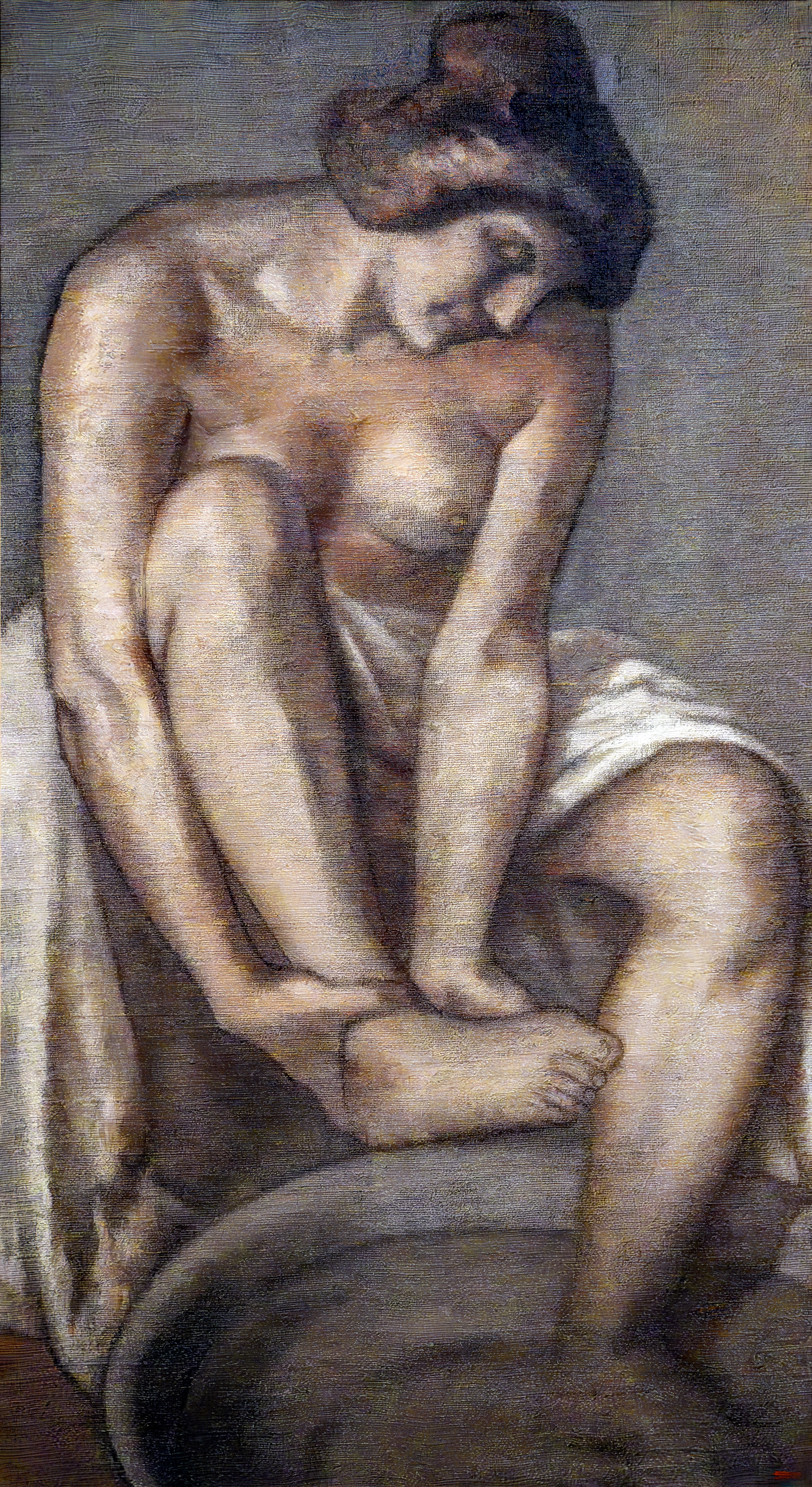
Femme à sa toilette (1912-1913) Musée national d'Art de Catalogne
Femme endormie sur la plage (1914) Musée national d'Art de Catalogne[62]
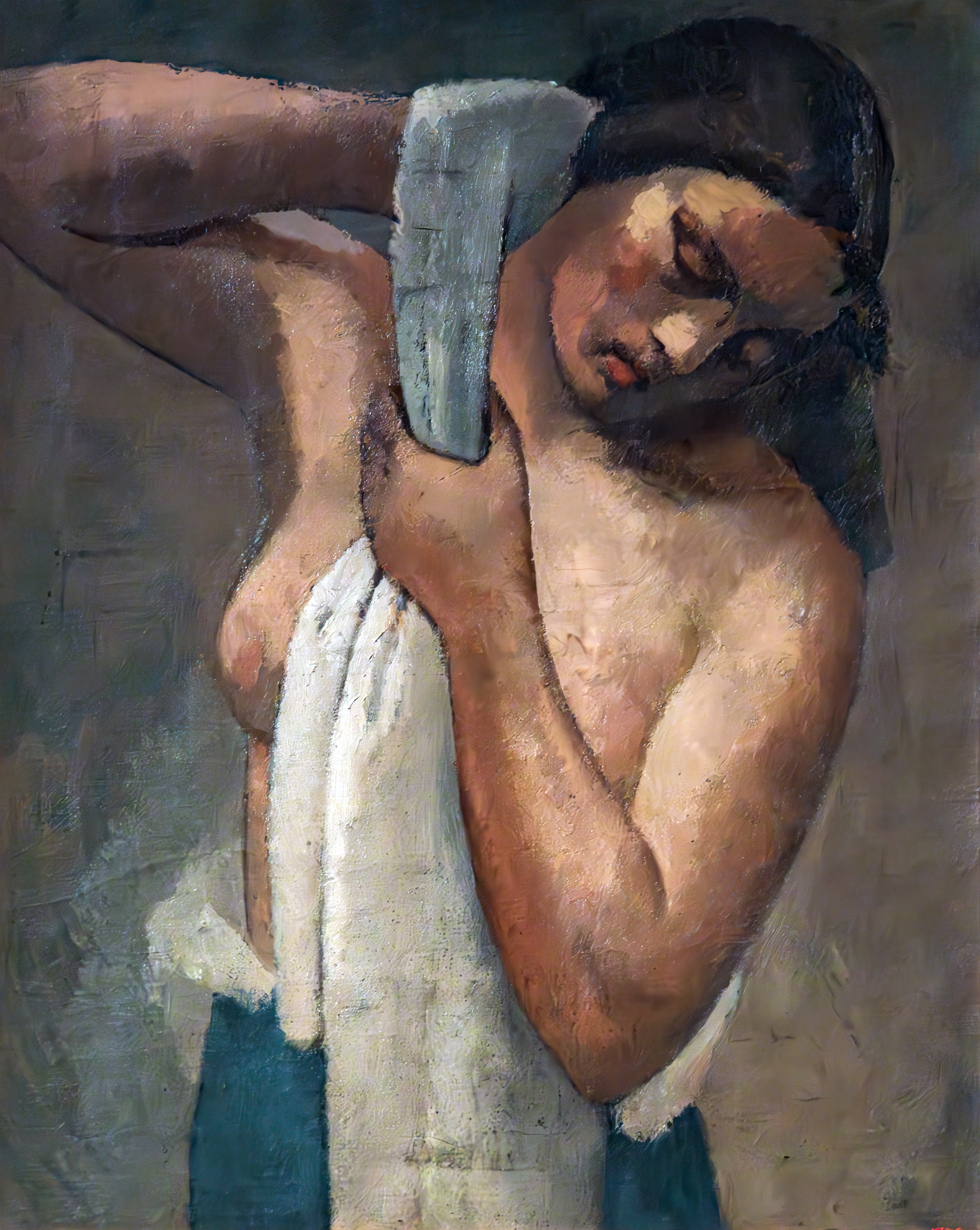
Jeune fille se lavant (1920 - 1926) Musée national d'Art de Catalogne
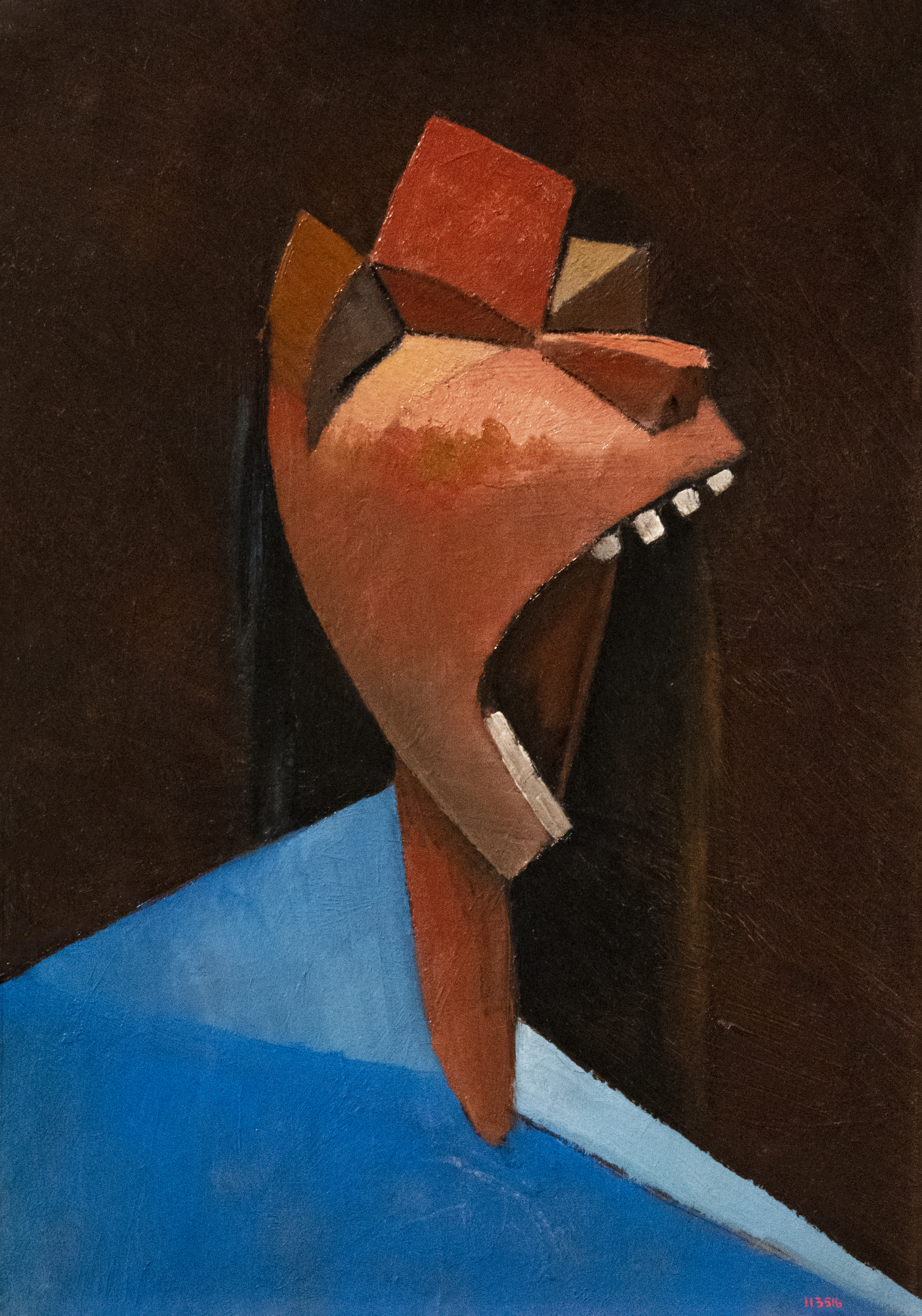
Montserrat criant (1936-1939)  Musée national d'Art de Catalogne
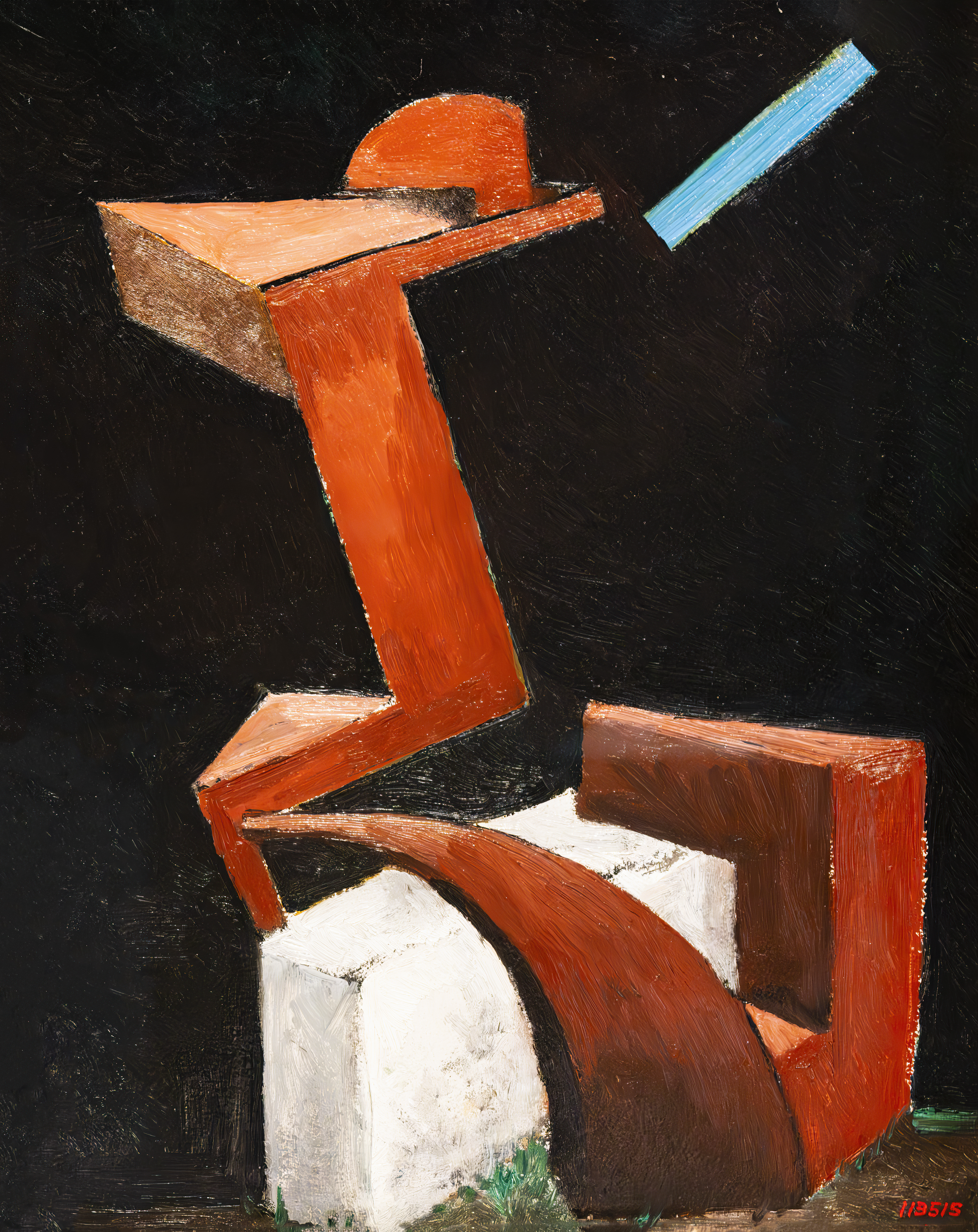
Personnage assis (1936-1939)  Musée national d'Art de Catalogne
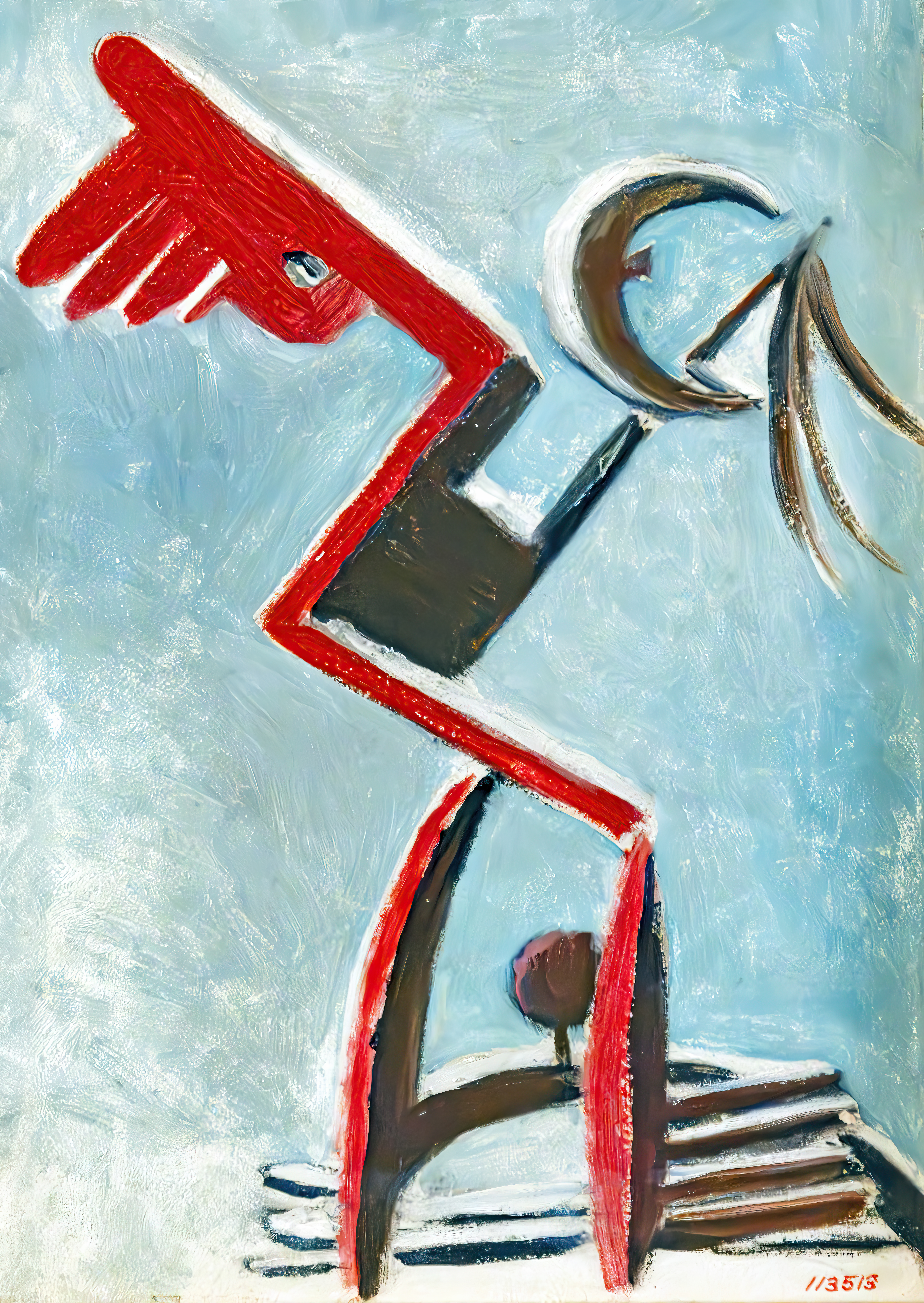
Personnage de l'espace N°1 (1936-1939) Musée national d'Art de Catalogne

### Publications
- Picasso et les cathédrales, Picasso sculpteur, (1931-1932), archives de l'IVAM, Valence.
- « Picasso sculpteur », Cahiers d'art, no 6-7, 1936, p. 189-191.

## Principales expositions

### De son vivant
- 1893 : Exposition universelle de Chicago (médaille de bronze pour les frères González).
- 1907 : Salon des indépendants à Paris. Il y présente six peintures et y exposera ensuite fréquemment durant près de 30 ans.
- 1909 : Salon d'automne à Paris.
- 1914 : présentation d'une vitrine de bijoux, de peinture et d'un masque en cuivre repoussé au Salon des indépendants à Paris.
- 1914 : González devient sociétaire du Salon d'automne à Paris.
- 1922 : Julio González, exposition individuelle à la galerie Povolosky, rue Bonaparte à Paris.
- 1932 : Salon des surindépendants à Paris.
- 1935 : Thèse, antithèse, synthèse, exposition collective à Lucerne.
- 1936 : L'Art contemporain espagnol, exposition collective à la galerie du Jeu de Paume à Paris.
- 1936 : Cubism and Abstract Art, exposition collective au Museum of Modern Art de New York.
- 1937 : Fantastic Art, Dada, and Surealism, exposition collective au Museum of Modern Art de New York.
- 1937 : La Montserrat au pavillon d'Espagne de l'Exposition universelle à Paris de 1937.

### Expositions posthumes
- 1946 : L'art de l'Espagne républicaine avec les artistes espagnols de l'École de Paris (Francisco Bores, Óscar Domínguez, Julio González, Gines Parra, José Palmeiro, Joaquín Peinado, Pablo Picasso), Cercle artistique Mánes, Prague.
- 1952 : Rétrospective Julio González au musée d'Art moderne de la ville de Paris.
- 1955 : Rétrospective Julio González au Stedelijk Museum d'Amsterdam, puis au Palais des Beaux-Arts de Bruxelles, puis à la Kunsthalle de Berne, et enfin au Museum of Modern Art de New York.
- 1966 : Julio González, musée national d'Art moderne, Paris, à la suite des donations de Roberta González (1952, 1964 et 1966).
- 1999 : Picasso-González, dialogue, Les Abattoirs, Toulouse.
- 2004-2005 : Julio González dans la collection de l'IVAM, musée Maillol, Paris.
- 2007 : Julio González, musée national d'Art moderne, Paris.
- 2008-2009 : Julio González: retrospectiva, Museu Nacional d'Art de Catalunya, Barcelone, Centro de Arte Reina Sofia, Madrid.
- 2009 : Julio González Versus Pablo Picasso, Institut valencien d'Art moderne, Valence.
- 2011 : Julio González - David Smith: un dialogo sobre la escultura, Institut valencien d'Art moderne, Valence.
- 2012 : Julio González, First Master of the Torch, Ordovas, Londres.
- 2014 : Picasso and Spanish Modernity: Works from the collection of the Museo Nacional Centro de Arte Reina Sofia, Palazzo Strozzi, Florence.
- 2015-2016 : Julio González Retrospective: Master of Iron Sculpture, Nagasaki Prefectural Art Museum, Nagasaki ; Iwate Museum of Art, Iwate ; Setagaya Art Museum, Tokyo ; Mie Prefectural Art Museum, Mie.